# شوشانا زوبوف
شوشانا زوبوف (باللغة الانكليزية : Shoshana Zuboff ) (من مواليد 18 نوفمبر 1951) هي مؤلفة وأستاذة جامعية وعالمة نفس اجتماعي وفيلسوفة وباحثة أمريكية.
زوبوف هي مؤلفة كتاب "في عصر الآلة الذكية : مستقبل العمل والقوة واقتصاد الدعم: لماذا تفشل الشركات الأفراد والحلقة التالية من الرأسمالية"، والذي شارك في تأليفه مع جيمس ماكسمين. عصر رأسمالية المراقبة: النضال من أجل مستقبل إنساني على الحدود الجديدة للسلطة، يدمج الموضوعات الأساسية لأبحاثها: الثورة الرقمية، وتطور الرأسمالية، والظهور التاريخي للفردية النفسية، وظروف التنمية البشرية.
يعد عمل زوبوف مصدرًا للعديد من المفاهيم الأصلية بما في ذلك "رأسمالية المراقبة"، و"القوة الذرائعية"، و"تقسيم التعلم في المجتمع"، و"اقتصاديات العمل"، و"وسائل تعديل السلوك"، و"حضارة المعلومات"، و"الكمبيوتر". - العمل الوسيط، وجدلية "الأتمتة/المعلوماتية"، و"تجريد العمل"، و"فردنة الاستهلاك"، و"الانقلاب من الأعلى".

## التحصيل العلمي
ولدت زوبوف في انكلترا الجديدة لكنها أمضت معظم طفولتها في الأرجنتين .  حصلت على درجة البكالوريوس في الفلسفة من جامعة شيكاغو ، والدكتوراه في علم النفس الاجتماعي من جامعة هارفارد .

## الحياة المهنية
انضمت زوبوف إلى كلية هارفارد للأعمال في عام 1981 حيث أصبحت أستاذة تشارلز إدوارد ويلسون لإدارة الأعمال وواحدة من أوائل النساء الدائمات في كلية هارفارد للأعمال. وفي عامي 2014 و2015، عملت كعضو هيئة تدريس في مركز بيركمان كلاين للإنترنت والمجتمع في كلية الحقوق بجامعة هارفارد . 

## كتابات وأبحاث

### في عصر الآلة الذكية
كتاب زوبوف الصادر عام 1988، في عصر الآلة الذكية: مستقبل العمل والقوة ، هو دراسة لتكنولوجيا المعلومات في مكان العمل.    
تتعلق المفاهيم الرئيسية المقدمة في هذا الكتاب بالمعرفة والسلطة والقوة في مكان عمل المعلومات. وتشمل هذه ازدواجية تكنولوجيا المعلومات باعتبارها تكنولوجيا المعلومات والأتمتة؛ تجريد العمل المرتبط بتكنولوجيا المعلومات ومتطلبات المهارات الفكرية المرتبطة بها؛ العمل بوساطة الكمبيوتر؛ " بانوبتيكون المعلومات " ؛ تكنولوجيا المعلومات كتحدي للسلطة الإدارية والقيادة/السيطرة؛ البناء الاجتماعي للتكنولوجيا. التحول من تقسيم العمل إلى تقسيم التعلم؛ والأنماط التعاونية المتأصلة في العمل المعلوماتي، من بين أمور أخرى.

### اقتصاد الدعم
اقتصاد الدعم: لماذا تفشل الشركات الأفراد والحلقة التالية من الرأسمالية (2002)، الذي شارك في تأليفه جيمس ماكسمين، هو نتاج بحث متعدد التخصصات يدمج التاريخ وعلم الاجتماع والإدارة والاقتصاد. ويجادل بأن الهيكل الجديد للطلب المرتبط بـ "تفرد الاستهلاك" قد أنتج إخفاقات مؤسسية واسعة النطاق في كل مجال، بما في ذلك الفجوة المتزايدة بين الأفراد والمنظمات التجارية التي يعتمدون عليها.
كتب كل من زوبوف وماكسمين قبل ظهور الهواتف الذكية والوصول إلى الإنترنت على نطاق واسع، ويجادلان بأن خلق الثروة في مجتمع فردي سيتطلب الاستفادة من القدرات الرقمية الجديدة لتمكين "الرأسمالية الموزعة". وهذا يستلزم التحول بعيدًا عن التركيز الأساسي على وفورات الحجم ، وتكثيف الأصول، والتركيز، والسيطرة المركزية، والمعاملات المجهولة في "الفضاء التنظيمي" نحو العلاقات الموجهة نحو الدعم في "الفضاء الفردي" مع المنتجات والخدمات التي تم تكوينها وتوزيعها. لتلبية الرغبات والاحتياجات الفردية. 

### رأسمالية المراقبة
يستكشف عمل زوبوف شكلًا جديدًا للسوق ومنطقًا محددًا للتراكم الرأسمالي الذي أطلقت عليه اسم " رأسمالية المراقبة ". قدمت مفهومها لأول مرة في مقال عام 2014 بعنوان "إعلان رقمي"، نُشر باللغتين الألمانية والإنجليزية في صحيفة فرانكفورتر ألجماينه تسايتونج .  حصلت مقالتها العلمية اللاحقة لعام 2015 في مجلة تكنولوجيا المعلومات بعنوان "الآخر الكبير: رأسمالية المراقبة وآفاق حضارة المعلومات"  على جائزة أفضل بحث لعام 2016 من المؤتمر الدولي لعلماء نظم المعلومات. 
وقد تناولت رأسمالية المراقبة وعواقبها على مجتمع القرن الحادي والعشرين بشكل كامل في كتابها "عصر رأسمالية المراقبة: النضال من أجل مستقبل إنساني على الحدود الجديدة للسلطة" . وتلخصها على النحو التالي: "إن أفضل وصف لرأسمالية المراقبة هو انقلاب من أعلى، وليس إسقاطًا للدولة، بل إسقاطًا لسيادة الشعب وقوة بارزة في الانجراف المحفوف بالمخاطر نحو تراجع الديمقراطية الذي يهدد الآن الديمقراطيات الليبرالية الغربية"
ويتلخص "الانقلاب المعرفي" (أي الانقلاب الذي سنته شركات التكنولوجيا للمطالبة بملكية المعرفة في المجتمع) على النحو التالي: "في حضارة المعلومات، يتم تعريف المجتمعات من خلال أسئلة المعرفة - كيف يتم توزيعها، والسلطة التي تحكم المعرفة؟" التوزيع والسلطة التي تحمي تلك السلطة. من يدري؟ من يقرر من يعرف؟ من يقرر من يقرر من يعرف؟ يمتلك رأسماليو المراقبة الآن الإجابات على كل سؤال، على الرغم من أننا لم ننتخبهم أبدًا للحكم. هذا هو جوهر الانقلاب المعرفي "... إنهم يطالبون بسلطة تحديد من يعرف من خلال تأكيد حقوق ملكية معلوماتنا الشخصية والدفاع عن تلك السلطة من خلال القدرة على التحكم في أنظمة المعلومات والبنى التحتية الحيوية." 
أصبحت منحة زوبوف حول رأسمالية المراقبة باعتبارها "طفرة مارقة للرأسمالية" إطارًا أساسيًا لفهم البيانات الضخمة والمجال الأكبر للمراقبة التجارية الذي تصفه بأنه "نظام اقتصادي قائم على المراقبة". وتجادل بأن لا قوانين الخصوصية ولا قوانين مكافحة الاحتكار توفر الحماية الكافية من الممارسات غير المسبوقة لرأسمالية المراقبة. تصف زوبوف رأسمالية المراقبة بأنها منطق اقتصادي واجتماعي. أنشأ كتابها مفهوم "القوة النفعية" مقارنة بالقوة الشمولية التقليدية. إن السلطة الأداتية هي نتيجة لعمليات المراقبة الرأسمالية التي تهدد الاستقلال الفردي والديمقراطية. باعتبارها القوة الدافعة وراء ذلك، حددت تراكم رأس المال ، دون أن تقتصر على رأسمالية السوق. 
العديد من القضايا التي ابتلي بها المجتمع المعاصر بما في ذلك الاعتداء على الخصوصية وما يسمى بـ "مفارقة الخصوصية"، والاستهداف السلوكي، والأخبار المزيفة ، والتتبع في كل مكان، والفشل التشريعي والتنظيمي، والحكم الخوارزمي ، وإدمان وسائل التواصل الاجتماعي ، وإلغاء حقوق الإنسان، وزعزعة الاستقرار الديمقراطي، والمزيد يتم إعادة تفسيرها وشرحها من خلال عدسة الضرورات الاقتصادية والاجتماعية لرأسمالية المراقبة. يعد عملها مصدرًا مؤثرًا لمجتمع الذكاء الاصطناعي الذي يركز على الإنسان .

## نشاطات اخرى

### المحلمة
في عام 1993، أسست زوبوف برنامج التعليم التنفيذي "الملحمة": مدرسة النصف الثاني من الحياة" في كلية هارفارد للأعمال. تناول البرنامج قضايا التحول والتجديد الوظيفي في منتصف العمر. خلال اثني عشر عامًا من التدريس والقيادة، أصبحت الملحمة معروفة بالبرنامج الأول من نوعه في العالم.  

## الاعمال غير الاكاديمية
بالإضافة إلى عملها الأكاديمي، جلبت زوبوف أفكارها إلى العديد من المشاريع التجارية والعامة/الخاصة من خلال خطابها أمام الجمهور بالإضافة إلى مشاركتها المباشرة في المشاريع الرئيسية، لا سيما في مجال الإسكان الاجتماعي والرعاية الصحية والتعليم ورعاية المسنين.
أصبحت زوبوف أيضًا كاتبة عمود في مجال الأعمال، حيث قامت بتطوير ونشر مفاهيم جديدة من اقتصاد الدعم . من عام 2003 إلى عام 2005، نشرت زوبوف أفكارها في عمودها الشهري "التطور" المنشور في مجلة Fast Company .  من عام 2007 حتى عام 2009، كانت كاتبة عمود مميزة في Business Week . 
من عام 2013 إلى عام 2016، كانت زوبوف مساهمًا متكررًا في صحيفة فرانكفورتر ألجماينه تسايتونج ( FAZ )، حيث نُشرت مقالات مستمدة من عملها الناشئ حول رأسمالية المراقبة باللغتين الألمانية والإنجليزية.    في عام 2019، طورت زوبوف نقدها للتأثيرات الاجتماعية والسياسية والاقتصادية للتكنولوجيات الرقمية في عصر رأسمالية المراقبة . 
في 25 سبتمبر 2020، تم اختيار زوبوف كواحد من 25 عضوًا في مجلس مراقبة Real Facebook، وهي مجموعة مراقبة مستقلة على Facebook. 

## الكتب
- في عصر الآلة الذكية: مستقبل العمل والقوة (1988) [23]
- اقتصاد الدعم: لماذا تخذل الشركات الأفراد والحلقة التالية من الرأسمالية (2002)
- عصر رأسمالية المراقبة: النضال من أجل مستقبل إنساني على الحدود الجديدة للسلطة (Campus, 2018; PublicAffairs, 2019)